# Synodus usitatus
Espèce
Statut de conservation UICN

 LC 03 mars 2015 : Préoccupation mineure
Synodus usitatus est une espèce de poissons de la famille des Synodontidae.

## Systématique
L'espèce Synodus usitatus a été décrite pour la première fois en 1981 par biologiste américain Roger Frank Cressey (d) (1930-2001).

## Distribution
Cette espèce se croise dans les océans Indien et Pacifique, plus particulièrement au large des côtes de l'Indonésie, de Hawaï, du Japon et de Taïwan à des profondeurs aux environs des 100 m.

## Description
Synodus usitatus peut atteindre la longueur maximale de 11,6 cm.

## Étymologie
Son épithète spécifique, usitatus, vient du latin ūsĭtātus « usité, accoutumé », faisant référence à l'absence de marque visible à l’œil nu qui permettrait de le distinguer.

## Écologie et environnement
Synodus usitatus vit dans la zone benthique des océans Pacifique et Indien, où l'espèce chasse en enfouissant son corps dans les sédiments, et en jaillissant pour saisir les proies qui passent à proximité.

## Publication originale
- (en) Roger Cressey, « Revision of Indo- West Pacific lizardfishes of the genus Synodus (Pisces: Synodontidae) », Smithsonian Contributions to Zoology, no 342,‎ 1981, p. 1-53 (ISSN 0081-0282 et 1943-6696, DOI 10.5479/SI.00810282.342, lire en ligne).